# 122-mm-Haubitze M1938 (M-30)

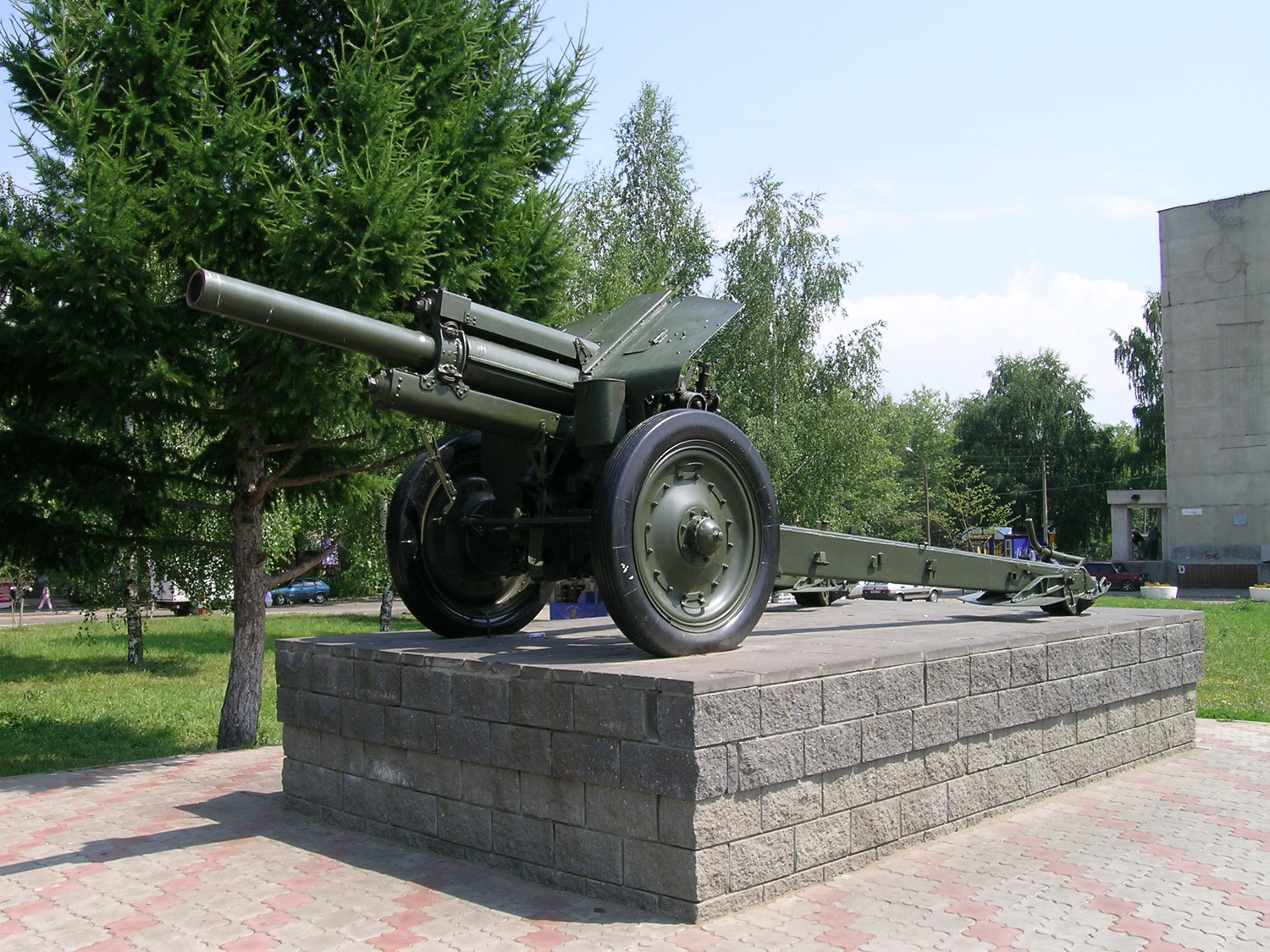
122-mm-Haubitze M1938 (M-30)

Die 122-mm-Haubitze M1938 (M-30) (russisch 122-мм гаубица обр. 1938 г. (М-30)) war eine sowjetische mittlere Feldhaubitze mit einem Kaliber von 122 mm, die von den sowjetischen Streitkräften ab Kriegsbeginn und dann auch als Beutewaffe in Finnland und bei der Wehrmacht während des gesamten weiteren Zweiten Weltkriegs verwendet wurde.
Auch nach dem Zweiten Weltkrieg blieb das Geschütz im Einsatz, insbesondere im Mittleren Osten kam es häufig in Konflikten zum Einsatz.

## Entwicklung
Die sowjetische Armee war, wie die westlichen Armeen, während der 1930er-Jahre um die Modernisierung ihrer Ausrüstung bemüht. Die Kämpfe in Spanien hatten viele Einblicke in moderne Kampftaktiken und die Leistungen der aktuellen Waffen geben. So wurde im Jahr 1938 ein Ersatz für die noch im Einsatz befindliche 122-mm-Haubitze M1909/37 und 122-mm-Haubitze M1910/30 konstruiert. Eine moderne Spreizlafette, die großen Stahlscheibenräder mit Gummibereifung, eine Rücklaufbremse unter dem Rohr und ein Rohrvorholer über der Waffe sind markante Unterschiede zum Vorgänger.
Die Wahl des Kalibers 122 mm wurde schon seit den 1920er-Jahren diskutiert, doch man entschied sich letztlich zugunsten eines weichen Übergangs, wiederum eine Waffe zu bauen, welche die vorhandene Munition verfeuern konnte. Zeitweise hatte man den Wechsel zum Kaliber 105 mm in Erwägung gezogen, da dieses Kaliber bei vielen Armeen eingeführt war. Die leichtere Waffe hätte Vorteile bei der Mobilität versprochen, doch wäre die 105-mm-Haubitze weniger leistungsfähig gewesen. 1937 entschied der Generalstabschef A. I. Jegorow durch seine Unterstützung des Kalibers 122 mm die Frage.
Ein erster Entwurf wurde vom Entwicklungsbüro KB-2 unter der Führung deutscher Ingenieure geschaffen. Dieser, Lubok genannt, wurde im Jahr 1932 erprobt und dann 1934 als 122-mm-Haubitze Modell 1934 eingeführt. Die Waffe hatte 23 Kaliberlängen, eine maximale Rohrerhöhung von 50°, einen seitlichen Richtbereich von 7°, ein Gefechtsgewicht von 2250 und ein Transportgewicht von 2800 kg. Wie bei den Vorgängern hatte die Waffe eine Kastenlafette. Auch wenn es eine Federung gab, gab es keine Gummierung der Räder, wodurch die maximale Zuggeschwindigkeit auf 10 km/h reduziert war. Der Entwurf war sicher fortschrittlicher als die M1910/30, die letztlich bis 1941 weiterproduziert wurde. Doch schon nach 8 Geschützen wurde die Fertigung 1935 eingestellt, da das Büro KB-2 aufgelöst wurde.
Im September 1937 hatte die Artilleriekommission der Roten Armee eine neue Spezifikation vorgegeben, auf deren Basis eine von Grund auf neu entwickelte Divisionshaubitze entstehen sollte. Drei Werke legten Entwürfe vor, das Uralski Maschinostroitelny Sawod, deutsch Ural-Maschinenbauwerk (Uralmasch), Motowilichinskije Sawody (russisch Мотовилихинские заводы, deutsch „Motowilicha-Werke“) in Perm und das  Werk No. 92 „Nowoje Sormowo“ in Gorki (heute Nischni Nowgorod) unter der Leitung von Wassili G. Grabin, wobei offiziell Uralmasch beauftragt worden war und die beiden anderen Werke in Eigeninitiative handelten.
Die Muster der drei Werke (U-2) Uralmasch, (F-25) Werk No. 92 und (M-30) Motowilicha wurden verglichen und die Waffe von Uralmasch nach einer Erprobung ab dem 5. Februar 1939 wegen einer schlechteren Ballistik und zu schwachen Lafette als erstes aussortiert. Die Leistungswerte der F-25 und M-30 waren vergleichbar, der deutliche Unterschied lag im Verschluss und dem größeren Gewicht der Lafette bei der M-30. Obwohl die Vorgabe einen modernen Keilverschluss gefordert hatte, war man im Motowilicha-Werk auf den bewährten Schraubenverschluss gegangen. Der verantwortliche Chefkonstrukteur war F. F. Petrow. Die Gründe, warum letztlich die M-30 den Vorzug erhielt sind, sind umstritten. Die Kommission sah möglicherweise in der F-25 eine Kopie der M-30, da diese schon zuvor für die Erprobung bereit gestanden hatte. Letztlich blieb es bei der Entscheidung der Kommission vom 23. März 1939. Daher wurde von der F-25 nur eine Kleinserie von 17 Geschützen produziert.
Drei Faktoren sprachen wohl für die M-30:
- Mündungsbremsen (wie für die F-25 vorgesehen) führten zu Staubbildung im Umfeld des Geschützes, hierdurch waren Stellungen leichter aufzuklären und die Arbeitsbedingungen der Bedienungen wurden verschlechtert
- die Lafette der M-30 war solide gebaut und für die Aufnahme anderer, größerer Kaliber geeignet
- Entgegen der Ausschreibung hatte Petrow eine Schraubverschluss der alten Ausführung gewählt, da man mit den neuen Keilverschlüssen aus sowjetischer Fertigung Schwierigkeiten hatte.

## Produktion und Einsatz
Die Serienfertigung begann 1940 in den Werken No. 92 in Gorki und No. 9 in Swerdlowsk und es wurden in Summe 19.266 Exemplare hergestellt. Die Fertigung im Werk No. 92 endete bereits nach 500 Geschützen. Neben den normalen Artilleriegeschützen wurde auch die Bewaffnung der Selbstfahrlafette SU-122 mit etwa 700 Stück im Werk No. 9 produziert. Im Jahr 1955 wurde die Fertigung eingestellt.
Von 1950 bis 1960 gab es in Polen eine Lizenzfertigung unter der Bezeichnung wz. 1938.
Der Krieg verlangte nach Optimierungen im Herstellprozess, um Kosten und Zeit zu sparen; so wurden später im Krieg nur noch Geschütze mit geschweißten Lafettenholmen produziert. Minimale Veränderungen an Rohrwiege und Verschluss wurden ebenfalls umgesetzt. Die Änderungen unterscheiden die frühe von der späten Ausführung.

## Technische Daten
| 122-mm-Haubitze M1938               | |
| Allgemeine Eigenschaften            | |
| Klassifikation                      | mittlere Divisionhaubitze |
| Chefkonstrukteur                    | Fjodor Fjodorowitsch Petrow |
| Bezeichnung des Herstellers         | M-30 |
| Hersteller                          | Sawod No. 9 (Werke Nr. 9, russ. Завод №9) – 18.766 Stück, Sawod imeni Stalina No. 92 (Stalin-Werk Nr. 92, russ. Завод №92 имени Сталина) – 500 Stück |
| Länge mit Protze                    | 8600 mm |
| Länge ohne Protze                   | 5900 mm |
| Breite                              | 1975 mm |
| Höhe                                | 1820 mm |
| Gewicht in Feuerstellung            | 2360–2500 kg |
| Gewicht in Fahrstellung             | 2900–3100 kg |
| Mannschaft                          | 8 Mann (Geschützführer, zwei Richtschützen, fünf Lade- und Munitionsschützen)                                                                        |
| Baujahre                            | 1940–1947 |
| Stückzahl                           | 19266 |
| Rohr                                | |
| Kaliber                             | 121,92 mm |
| Rohrlänge                           | 2800 mm (L/22,7) |
| Rohrlänge (gezogenen Lauf)          | 2278 mm (L/18,7) |
| Höhe der Schusslinie                | 1200 mm |
| Feuerdaten                          | |
| Höhenrichtbereich                   | −3° bis +63,3° |
| Seitenrichtbereich                  | 49° |
| Höchstschussweite                   | 11.800 m |
| Höchstmündungsgeschwindigkeit       | 515 m/s |
| Feuerrate                           | 5–6 Schuss/min |
| Beweglichkeit                       | |
| Bodenfreiheit                       | 330–357 mm |
| Höchstgeschwindigkeit des Schleppen | 50 km/h |

## 12,2-cm schwere Feldhaubitze 396 (r)
Das ab 1938 bei den sowjetischen Streitkräften eingeführte Geschütz wurde in den ersten Monaten des deutschen Angriffs auf die Sowjetunion durch die Wehrmacht in großer Zahl erbeutet. Die Fremdgerätebezeichnung war 12,2-cm-schwere  Feldhaubitze  396 (r).
Insbesondere am Atlantikwall, aber auch in Divisionen an der Ostfront kam das Geschütz zum Einsatz. Von deutscher Seite wurde später mit dem Nachbau der Munition begonnen.